# Кандирование
Кандирование (кондирование) — метод консервирования свежих фруктов в сахарном сиропе для увеличения содержания в них сахара до 70 % и снижения содержания воды для получения цукатов. Для кандирования обычно используется вишня, ананас, слива, имбирь, клубника, размельченная цедра цитрусовых, арбуз, груша, тыква, папайя, а также некоторые виды цветов, в частности, фиалки. Наиболее известные кандированные фрукты — оранжат и цитронат.